# 205 Yonge Street
205 Yonge Street es un edificio de Toronto, Ontario, Canadá. 

## Historia
Fue  diseñado por EJ Lennox para ser la sede del Banco de Toronto, siendo construido en 1905. 
Fue protegido por la Ley de Patrimonio de Ontario en 1975, siendo posteriormente sede de la Junta Histórica de Toronto, la agencia de la ciudad que estaba a cargo de proteger los lugares históricos de Toronto. Dejó el edificio en 1998 cuando la agencia fue reconvertida en Heritage Toronto, basándose el logotipo de esa organización en el perfil del edificio.
Se encuentra actualmente cerrado al público y en proceso de remodelación. En abril de 2019 se puso en venta.

## Descripción
Es de estilo neoclásico, con 1618,6 m² repartidos en cuatro plantas. Tiene un techo abovedado y columnas corintias en la fachada principal.  